# Txikispora philomaios
Txikispora, Txikisporidae
Famille
Genre
Espèce
Txikispora philomaios, unique représentant du genre Txikispora et de la famille des Txikisporidae, est une espèce de choanoflagellés de l'ordre des Ministeriida.

## Étymologie
Le nom générique, Txikispora, ainsi que le nom de la famille des Txikisporidae, dérivent de la combinaison du terme basque txiki, « petit », et du grec σπορα / spora « graine, semence », « nom qui a été choisi pour refléter la parenté avec l'endosymbiote filastère Capsaspora Hertel et al., 2002 (« la graine qui mange vite ») et sa petite taille, tout en se distanciant des autres petites lignées parasitaires sporulées à racines latines ».
L'épithète spécifique, philomaios, est la combinaison en grec ancien de φίλος (phílos), « qui aime », et μάϊος (máïos), « moi de Mai », et qui fait référence à la période à laquelle ces parasites sont le plus souvent détectés.

## Description
Txikispora philomaios est un parasite micro-eucaryote mesurant 2,3 à 2,6 µm infectant certains crustacés amphipodes des genres Echinogammarus et Orchestia.
Le parasite infecte principalement l'hémolymphe, le tissu conjonctif, le tégument et les gonades ; l'hépatopancréas et le tissu nerveux sont affectés lors d'infections plus sévères, provoquant une mélanisation et la formation de granulomes.
La division cellulaire se produit à l'intérieur de kystes parasitaires, souvent au sein des hémocytes de l'hôte, entraînant une congestion de l'hémolymphe. Des études génétiques ont permis de situer le nouveau parasite comme une lignée très divergente au sein de la classe des Filasterea, qui, avec les Choanoflagellatea, représentent les plus proches parents protistes des Metazoa.
Txikispora philomaios représente la première lignée parasitaire filastérienne confirmée, qui comprend par ailleurs quatre flagellés libres et un endosymbiote rarement observé chez les escargots. Il n'a par ailleurs été identifié que chez un ver plathelminthe du genre Procerodes.

## Systématique
La famille des Txikisporidae, le genre Txikispora ainsi que l'espèce Txikispora philomaios ont été décrits en 2022 par Urrutia (d), Feist (d) & Bass (d) dans une publication coécrite avec neuf autres biologistes,.

### Publication originale
- (en) Ander Urrutia, Konstantina Mitsi, Rachel Foster, Stuart Ross, Martin Carr, Georgia M. Ward, Ronny Aerle, Ionan Marigómez, Michelle M. Leger, Iñaki Ruiz-Trillo, Stephen W. Feist et David Bass, « Txikispora philomaios n. sp., n. g., a micro‐eukaryotic pathogen of amphipods, reveals parasitism and hidden diversity in Class Filasterea », Journal of Eukaryotic Microbiology, International Society of Protistologists, vol. 69, no 2,‎ 2 novembre 2021, p. 1-43 (ISSN 1066-5234 et 1550-7408, PMID 34726818, DOI 10.1111/JEU.12875, lire en ligne).